# Johann Antkowiak
Johann Antkowiak (ur. 1897, zm. ?) – zbrodniarz nazistowski, członek załogi niemieckiego nazistowskiego obozu koncentracyjnego Dachau i SS-Oberscharführer.

## Życiorys
Członek NSDAP (od 1933) i SS. Od lipca 1941 do kwietnia 1945 pełnił służbę jako podoficer kompanii wartowniczej. W procesie członków załogi Dachau (US vs. Johann Antkowiak i inni), który odbył się w dniach 30 czerwca – 1 lipca 1947 przed amerykańskim Trybunałem Wojskowym w Dachau skazany został na 3 lata pozbawienia wolności za bicie więźniów.